# Волков, Артём Андреевич (1997)
Артём Андреевич Волков (род. 25 апреля 1997, Тверь) — российский хоккеист, защитник хоккейного клуба Сочи.

## Биография
Начал заниматься хоккеем в 6 лет в Твери. В 2010 году перешёл в московский «Спартак», с ноября 2012 года — в московском «Динамо», первый тренер Р. В. Королёв. В 2013 году перешел в СДЮШОР «Динамо» им. А. И. Чернышева. В 2014 году на драфте КХЛ был выбран «Динамо» под 49 номером. В сезоне 2014/15 играл за команду МХЛ ХК МВД Балашиха. В КХЛ дебютировал 26 августа 2015 года в матче с «Сибирью». Чемпион ВХЛ и обладатель Кубка Братины в сезоне 2016/17 в составе «Динамо» Балашиха. 15 августа 2023 года был обменян в ХК «Сочи».
Участник юниорского чемпионата мира 2015 года.

## Достижения
- Третий призёр чемпионата России 2020
- Чемпион ВХЛ 2017
- Обладатель Кубка Братины 2017
- Третий призёр молодёжного чемпионата мира 2017 года